# Малявин, Владимир Эдуардович
Влади́мир Эдуа́рдович Маля́вин (род. 4 марта 1973, Ашхабад) — туркменский и российский легкоатлет, специалист по прыжкам в длину. Выступал за сборные СНГ, Туркмении и России по лёгкой атлетике в 1990-х и 2000-х годах, многократный победитель и призёр первенств национального значения, участник трёх летних Олимпийских игр. Мастер спорта России международного класса. Тренер по лёгкой атлетике и общефизической подготовке.

## Биография
Владимир Малявин родился 4 марта 1973 года в Ашхабаде, Туркменская ССР.
Занимался лёгкой атлетикой под руководством заслуженного тренера Евгения Михайловича Тер-Аванесова. Окончил Туркменский государственный институт физической культуры.
Дебютировал на международном уровне в сезоне 1992 года, когда в составе сборной СНГ выступил в прыжках в длину на юниорском мировом первенстве в Сеуле.
После распада Советского Союза выступал за туркменскую национальную сборную. Так, в 1993 году представлял Туркмению на чемпионате мира в Штутгарте.
В июне 1994 года на соревнованиях в Будапеште установил ныне действующий национальный рекорд Туркмении по прыжкам в длину на открытом стадионе — 7,99 метра. Представлял страну на Играх доброй воли в Санкт-Петербурге, где стал в своей дисциплине седьмым.
В 1995 году стартовал на чемпионате мира в помещении в Барселоне и на чемпионате мира в Гётеборге.
Благодаря череде удачных выступлений удостоился права защищать честь страны на летних Олимпийских играх 1996 года в Атланте — провалил здесь все три попытки в прыжках в длину и в финал не вышел.
После атлантской Олимпиады Малявин переехал на постоянное жительство в Москву, получил российское гражданство и в дальнейшем, будучи подопечным заслуженного тренера Вячеслава Фёдоровича Соколова, активно выступал на различных всероссийских стартах. Так, в 1997 году на чемпионате России в Туле в составе команды Москвы победил в эстафете 4 × 100 метров.
В 1999 году стал серебряным призёром в прыжках в длину на зимнем чемпионате России в Москве и на летнем чемпионате России в Туле.
В июне 2000 года на соревнованиях в Санкт-Петербурге установил свой личный рекорд в прыжках длину — 8,25 метра, позже выиграл серебряную медаль на чемпионате России в Туле. Попав в основной состав российской национальной сборной, побывал на Олимпийских играх в Сиднее — прыгнул здесь на 7,67 метра, расположившись в итоговом протоколе соревнований на 12-й строке.
В 2001 году получил серебро на зимнем чемпионате России в Москве, занял седьмое место на чемпионате мира в помещении в Лиссабоне, взял бронзу на летнем чемпионате России в Туле.
На чемпионате России 2002 года в Чебоксарах был третьим, в то время как на чемпионате Европы в Мюнхене показал в финале восьмой результат.
В 2003 году добавил в послужной список бронзовую награду, полученную в прыжках в длину на зимнем чемпионате России в Москве.
На чемпионате России 2005 года в Туле стал серебряным призёром в прыжках в длину.
В 2006 году получил серебро на зимнем чемпионате России в Москве.
На чемпионате России 2007 года в Туле вновь был вторым.
В 2008 году выиграл ещё одну серебряную медаль на чемпионате России в Казани. Принимал участие в Олимпийских играх в Пекине — на сей раз с результатом 7,35 метра в финал не вышел.
За выдающиеся спортивные достижения удостоен почётного звания «Мастер спорта России международного класса».
По завершении спортивной карьеры занимался тренерской деятельностью, работал персональным тренером в нескольких фитнес-клубах в Москве.